# شعبية الجبل الأخضر
شعبية الجبل الأخضر منطقة تقع في القسم الشمالي الشرقي من ليبيا وتعتبر عاصمة الجبل الأخضر مدينة البيضاء ومركز شعبية موجود فيها حتى قيام ثورة 17 فبراير وبعد ذلك صدر قرار من وزارة الحكم المحلي لتغيير التسمية إلى بلديات وانقسمت شعبية الجبل الأخضر سابقاً إلى بلدية البيضاء وبلدية شحات وبلدية الساحل و بلدية عمر المختار.

## أهم المدن والقرى
أهم مدن الجبل الأخضر مدينة البيضاء، ومن أشهر المدن الأخرى في الجبل الأخضر أيضاً مدينتي شحات وسوسة الأثرية.
ويتبع لها أيضا زاوية النيان (وادي سمالوس)، مراوة، قصر ليبيا، قندولة، أسلنطة، جردس جراري، عمر المختار، الفائدية، قرنادة، الأبرق، زاوية العرقوب، الوردية، سيدي عبد الواحد، الحنية، إقفنطة، منطقة بالحديد، مسة، الحمامة.

## الجامعات
جامعة عمر المختار ـ البيضاء.
- جامعة محمد بن علي السنوسي ـ البيضاء.[3]

ويوجد فرع للجامعة الاسمرية بمدينة البيضاء.

كما يوجد العديد من الجامعات والمعاهد الخاصة المتركزة في مدينة البيضاء.

## المعاهد العليا
المعهد المهني العالي للمهن الشاملة ـ مدينة البيضاء.
المركز العالي الصحي ـ مدينة البيضاء.
المعهد المهني العالي للسياحة والفندقة ـ مدينة سوسه.

## تاريخه
استخدمت هذه المنطقة في وقت الاستعمار الإيطالي لليبيا كمخبأ ومنطقة قتال للمقاومين الليبيين ضد الاستعمار الإيطالي ومن أشهرهم البطل الليبي عمر المختار والمجاهد حسين الجويفي .

## التضاريس
يتميز الجبل الأخضر بتعدد أشكال الحياة البرية به، كما توجد به العديد من المحميات والمنتزهات الطبيعية منها منتزه وادي الكوف، كما تهطل الثلوج على مرتفعاته شتاء ومنها مدينة البيضاء .
في أكتوبر 2007 أعلن سيف الإسلام القذافي رئيس مؤسسة القذافي للتنمية عن إنشاء «محمية طبيعية صديقة البيئة في المنطقة بمدينة شحات الأثرية على لتكون مركزا عالميا للسياحة الأثرية والبيئية». يشار إلى أن منطقة الجبل الأخضر تعتبر من أجمل مناطق الطبيعة في ليبيا، إلا أن الغطاء النباتي والغابات انحسرت من 500 ألف هكتار قبل عشرين عاما إلى 180 الف هكتار في الوقت الحالي بسبب حرائق الغابات والبناء العشوائي.

## حيوانات الجبل الأخضر
تشتهر منطقة الجبل الأخضر بحيوانات وطيور عديده منها العقاب والغزال وشيهم المعروف محليا بصيد الليل والحجل والسليوه والكلاب والثعلب والذئب وحمام البري والأرنب البري والسلحفاة البرية والبحرية وبوم والغراب والخفاش والخلد والضبع.

## أهم المناطق داخل المحافظة
- البيضاء
- شحات
- سوسة
- الفائدية
- الوسيطة
- مسة
- قصر ليبيا
- مراوة
- قندولة
- قرية عمر المختار
- زاوية العرقوب
- الخويمات
- الحمامة
- اسلنطة
- الجهاد
- قرنادة
- الحنية
- سيدي عبد الواحد
- أقفنطة
- الكوف
- بالحديد
- وردامة
- جردس جراري

## وصلات خارجية
- خبار بلادي.. ليبيا.. شعبية الجبل الأخضر